# Bleda xinesa

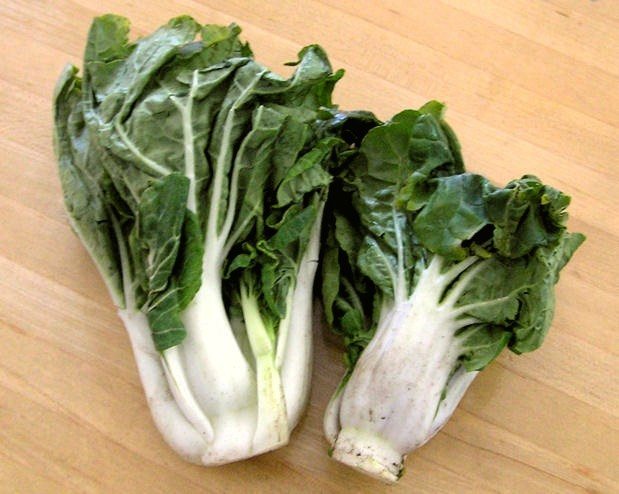
Dues bledes xineses

La bleda xinesa (Brassica rapa subsp. chinensis), coneguda també com a pak choi, bok choy o choy sum, és una planta amb flor de la família de les brassicàcies. La forma bleda xinesa designa la varietat chinensis de l'espècie Brassica rapa. Es tracta d'una hortalissa originària de la Xina i típica de la cuina xinesa.

## Característiques
És una varietat conreada comestible d'origen xinès. Malgrat el seu nom, la bleda xinesa en realitat pertany a la mateixa espècie que el nap (també de la família brassicàcia). Hi ha moltes variacions pel que fa als seus noms quotidians i a la seva classificació científica, ja que també es fa servir el nom binomial de Brassica rapa.
És una verdura molt baixa en greixos –0,2 grams en 10 grams–, però alta en vitamina: C 4 mg, calci 105 mg i magnesi 19 mg.

## Varietats
Hi ha diverses varietats de cols xineses, des de les més delicades –choy sum (xinès: 菜心; pinyin: càixīn)– fins a les que semblen una bleda o col verda –bok choy o pak choy (xinès: 白菜; "verdura blanca") amb la base de les tiges més gruixuda.

## Història
Durant la dinastia Ming el farmacèutic Li Shizhen va estudiar les propietats medicinals de la col xinesa. Fins aquell moment només es cultivava al delta del riu Yangtze, però a partir d'aleshores es va fer popular i molt conreada al nord de la Xina. Es va introduir a Corea i a principi del segle XX també al Japó. Actualment es troba als mercats de tot el món.
Abans, Linnaeus l'havia classificada dins d'una espècie pròpia, Brassica chinensis. Aquestes varietats no formen cabdells, tenen fulles verd fosc i llises que formen una agrupació semblant a un api o una bleda. Aquestes varietats són sobretot populars al sud de la Xina, però són resistents al fred i es poden conrear també més al nord fins i tot al nord d'Europa.